# La música del silencio
La música del silencio (en inglés: The Slow Regard of Silent Things) es una novela corta fantástica y una de las primeras narraciones derivadas de la Crónica del Asesino de Reyes, escrita por el autor estadounidense Patrick Rothfuss. Presenta ilustraciones de Nate Taylor y fue publicado originalmente por DAW Books en su país de origen el 28 de octubre de 2014. 

## Argumento
La novela corta se focaliza en Auri, un personaje de la Crónica del Asesino de Reyes, y en sus aventuras en la Subrealidad, un lugar oculto, lleno de habitaciones abandonadas y túneles bajo la Universidad. En los siete días que se narran en el libro, Auri explora la Subrealidad mientras espera una visita de Kvothe . Este lapso se cuenta desde el capítulo 7 al 11 en El temor de un hombre sabio.

## Estilo y estructura
El estilo a veces se hace más poético al describir los detalles de la vida cotidiana de Auri. Como expresó Patrick Rothfuss, el libro «no hace muchas de las cosas que tiene que hacer una historia a la manera clásica». y por eso no tiene una trama tripartita; no se la puede dividir en introducción, nudo y desenlace, ni tiene un clímax propiamente dicho. La Crónica del Asesino de Reyes desarrolla un argumento con numerosos personajes, pero esta novela corta explora uno solo y se concentra en la cotidianeidad de la protagonista, para mostrar su visión del mundo y cómo funciona su mente.

## Contexto y publicación
En 2012, George R. R. Martin y Gardner Dozois, coeditores de una serie de antologías de varios géneros literarios, invitaron a Rothfuss a participar de una de ellas, llamada Rogues («pícaros»), y aceptó. Inicialmente quiso aportar su historia sobre Auri, quien podría hacer un contraste con respecto a otros personajes típicamente pícaros. De todos modos, cuando la escribió, se excedió en el número de palabras y la narración tomó otro curso distinto. Por eso, decidió escribir una historia sobre Bast, que acabó por titularse El árbol del relámpago (The Lightning Tree) y se publicó en la antología en junio de 2014.
Luego, Rothfuss retomó su trabajo en el tercer libro de la trilogía, Las puertas de piedra, pero la historia a medio terminar sobre Auri llamaba su atención, por lo que decidió finalizarla. Mientras añadía los toques finales, en febrero de 2013, pensó como título El peso de su deseo (The Weight of Her Desire), una frase que aparece en el primero y en el último de los capítulos del libro. Alentado por la retroalimentación de su amigo y matemúsico Vi Hart, les presentó a su agente literario y su editor, que se entusiasmaron con la propuesta.
Rothfuss le presentó la historia a su amigo, el ilustrador Nate Taylor, y le pidió que ilustrara el libro. Pidió específicamente que no hubiera imágenes de Auri ni de ninguna de las habitaciones de la Subrealidad. A Taylor le tomó dos meses terminar el trabajo.  Finalmente, se publicó como una novela corta independiente bajo el título The Slow Regard of Silent Things en noviembre de 2014.
El personaje de Auri está parcialmente inspirado en Tunnel Bob, un habitante de los túneles de Madison (Wisconsin).

## Recepción
El libro debutó en el segundo lugar de la lista de superventas de ficción hecha por The New York Times cerca de tres meses desde su publicación. Pasó un mes en la lista antes de bajar del top 15.
Esta obra recibió críticas positivas. Marc Alpin de Fantasy Faction quedó impresionado por el estilo de Rothfuss y afirmó que «las numerosas metáforas bellas, la autenticidad de la voz de Auri y las emociones que evoca la historia son tan intensas como esperábamos». Alister Davison de Starbust Magazine consideró que «está bellamente escrito, la prosa se hace poética en algunos pasajes... Existe la sensación de que Rothfuss ha elegido cada una de sus palabras con mucho cuidado y precisión, para usarlas en una historia que es lírica, sentida y única». Juan Ortiz, de Actualidad Literatura, mencionó que tiene «un estilo auténtico y poco convencional, [es] una obra que no debería faltar en la biblioteca de cualquier buen lector».

## Ediciones en español
- Rothfuss, Patrick (2014). La música del silencio (Gemma Rovira Ortega, trad.). Buenos Aires: Penguin Random House. ISBN 978-950-644-323-8.